# Метропольне графство
Метропольні графства — тип адміністративного поділу Англії на рівні графства. Є шість столичних округів, кожен з яких охоплює великі міські території з населенням від 1 до 3 мільйонів. Вони були створені в 1974 році і кожен розділений на кілька столичних округів або районів. Після скасування рад столичних округів у 1986 році столичні округи більше не є частиною місцевого самоврядування в Англії. Більшість їхніх функцій було передано столичним округам, що зробило округи фактично унітарними органами влади; будь-які функції, що залишилися, взяли на себе спільні правління.
З 1985 року було створено об’єднані органи влади з мерами метрополітену, які служать засобом стратегічного управління в усіх шести столичних районах округу, з різними повноваженнями, розподіленими залежно від угод про передачу повноважень, узгоджених між міськими радами та центральним урядом.
Щільність населення столичних округів становить від 900 (Південний Йоркшир) до 3200 (Західний Мідлендс) осіб/км 2. Окремі столичні райони коливаються від 4000 осіб/км 2 у Ліверпулі до лише 500 осіб/км 2 у Донкастері. Жителі столичних графств становлять близько 22% населення Англії або 18% Сполученого Королівства.

## Графства та райони
Шість столичних графств та їхні столичні райони:
| Столичні графства | Населення (2021) | Установчі столичні округи                                                            |
| ----------------- | ---------------- | ------------------------------------------------------------------------------------ |
| Вест-Мідлендс     | 2 919 600        | Бірмінгем, Ковентрі, Вулвергемптон, Дадлі, Сендвелл, Соліхалл, Волсолл               |
| Великий Манчестер | 2 867 800        | Манчестер, Солфорд, Болтон, Бері, Олдем, Рочдейл, Стокпорт, Тамсайд, Траффорд, Віган |
| Західний Йоркшир  | 2 351 600        | Лідс, Бредфорд, Вейкфілд, Калдердейл, Кіркліс                                        |
| Мерсісайд         | 1 423 300        | Ліверпуль, Ноуслі, Сент-Хеленс, Сефтон, Віррал                                       |
| Південний Йоркшир | 1 375 100        | Шеффілд, Барнслі, Донкастер, Ротерхем                                                |
| Тайн і Вір        | 1 127 200        | Ньюкасл-апон-Тайн, Сандерленд, Гейтсхед, Південний Тайнсайд, Північний Тайнсайд      |

## Історія
Ідея створення адміністративних районів на основі великих агломерацій за межами Лондона за зразком графства Лондон або Великого Лондона кілька разів обговорювалася в 20 столітті. У 1948 році Комісія з визначення кордонів місцевого уряду запропонувала кілька нових округів, у тому числі «Південно-Східний Ланкашир, Північно-Східний Чешир» («Селнець») і «Південно-Західний Ланкашир, Північно-Західний Чешир». У 1960-х роках Комісія місцевого уряду Англії запропонувала таку домовленість для Тайнсайду, а проект пропозицій розглядав її для Сельнека. Для міської агломерації Вест-Мідлендс комісія запропонувала створити групу суміжних округів без повноважень столичної влади.
У звіті Редкліффа-Мода 1969 року було запропоновано створити три великі «метрополісні райони» на основі міських агломерацій, що оточують Манчестер, Ліверпуль і Бірмінгем (Сельнець, Мерсісайд і Вест-Мідлендс), які мали мати як столичні ради, що охоплювали б усі райони, так і райради, що охоплюють част. Уряд Гарольда Вільсона опублікував Білу книгу, в якій широко прийняв ці рекомендації та додав Південний Йоркшир і Західний Йоркшир до столичних територій.
Ці пропозиції були радикально змінені, коли до влади в 1970 році прийшов консервативний уряд Едварда Хіта. Біла книга консерваторів про місцеві органи влади була опублікована в лютому 1971 року, в якій столичні області були названі «метрополісними округами» та названі «Мерсісайд, південно-східний Ланкашир і північно-східний Чешир, Вест-Мідлендс, Західний Йоркшир, Південний Йоркшир та район Тайн і Вір ».

### Структура
Вперше було створено столичні округи з дворівневою структурою місцевого самоврядування. Функції місцевого самоврядування були розподілені між столичними окружними районами Англії як органами нижчого рівня та столичними окружними радами як вищим рівнем.
Структура відрізнялася від неметропольних графств розподілом повноважень між графствами та окружними радами. Метропольні округи мали більше повноважень, ніж неметрополісні округи, оскільки вони додатково відповідали за освіту та соціальні послуги, обов’язки, покладені на ради графств в інших місцях.

### Скасування графських рад
Усього через десять років після свого заснування контрольовані здебільшого лейбористами міські ради графств (MCC) і Рада Великого Лондона (GLC) мали кілька гучних зіткнень із консервативним урядом Маргарет Тетчер щодо перевитрат і високих ставок. Політика уряду з цього питання розглядалася протягом 1982 року, і Консервативна партія дала «обіцянку скасувати столичні окружні ради» та GLC у своєму маніфесті до загальних виборів 1983 року.